# Paul-Antoine Bourgeois
Pour les articles homonymes, voir Bourgeois.
Paul-Antoine Bourgeois est un homme politique français né le 6 mars 1827 à La Verrie (Vendée) et décédé le 16 mars 1912 à La Verrie.

## Biographie
Médecin, il est maire de la Verrie et conseiller général. Il est président du conseil général en 1910. Il est député de la Vendée de 1871 à 1906, siégeant à droite. Il est doyen de la Chambre en 1905-1906.